# 山浦弘靖
山浦 弘靖（やまうら ひろやす、1938年1月28日 -）は、日本の脚本家、小説家。劇団ちりりん座主宰。

## 人物・来歴
東京出身。早稲田大学文学部中退。大学時代はシナリオ研究会に所属。『ミラーマン』、『ジャンボーグA』のプロデューサーだった淡豊昭は、シナリオ研究会の後輩で友人でもあった。ミラーマンへの参加は淡の希望によるものである。
大学在学中の1961年、脚本『賊殺』で第16回芸術祭公募脚本で芸術祭賞を受賞し、脚本家デビュー。
以後、『銀河鉄道999』、『一休さん』、『マジンガーZ』、『伝説巨神イデオン』などのアニメ脚本から、『ゴジラ対メカゴジラ』、『首都消失』などの映画の脚本、テレビ番組では『ウルトラセブン』、『ミラーマン』などの特撮番組から時代劇、2時間ドラマ・昼ドラマまで、多くの作品を手掛けた。
特にテレビドラマ『ザ・ガードマン』では、後期はメインライター的な役回りを演じ、ほとんど毎回の脚本を担当した。『夜明けの刑事』でも、全111話中54話(3話は共作)を手がけたが、終盤は最終回を含めて執筆していない。
小説家としては、コバルト文庫「星子シリーズ」などジュニア向け・大人向けミステリー・SF小説などを手掛けている。現在、自身のブログにて「星子シリーズ」の続編を連載中。2014年1月に、ブログで連載していた続編を再編集した公式同人誌『おかえりママに薔薇のキス』が発行されている。
近年は麻生区で市民劇団の活動に携わっている。
「星子シリーズ」のあとがきより、次男が舞台プロデューサーである山浦哲也。

## 脚本

### テレビ
1960年代
- 東芝日曜劇場 / 賊殺（1961年 / TBS）
- 部長刑事（朝日放送）
- 月曜日の男（1961年 - 1964年 / TBS）
- 七人の刑事（1961年 - 1969年 / TBS）
- 下町（1963年 / NHK テレビ指定席）
- いまに見ておれ（1964年 / TBS）
- 忍者部隊月光（1964年 - 1966年 / フジテレビ）
- 宇宙パトロールホッパ（1965年 / NET）
- ウルトラQ（1966年 - 1967年 / TBS）
- 新忍者部隊月光（1966年 / フジテレビ）
- 海賊王子（1966年 / NET）
- ザ・ガードマン（1965年 - 1971年 / TBS）
- マグマ大使（1966年 - 1967年 / フジテレビ）
- ウルトラセブン（1967年 - 1968年 / TBS）
- 怪獣王子（1967年 - 1968年 / フジテレビ）
- マイティジャック（1968年 / フジテレビ）
- キイハンター（1968年 - 1973年 / TBS）
- 戦え! マイティジャック（1968年 / フジテレビ）
- 怪奇大作戦（1968年 - 1969年 / TBS）：第24話「狂鬼人間」
- フラワーアクション009ノ1（1969年 / フジテレビ）

1970年代
- 大江戸捜査網（1970年 - 1984年 / 東京12チャンネル）
- ミラーマン（1971年 - 1972年 / フジテレビ）
- シークレット部隊（1972年 / TBS）
- 恐怖劇場アンバランス（1973年 / フジテレビ）
- ジャンボーグA（1973年 / 毎日放送）
- GO!GOスカイヤー（1973年 / フジテレビ）
- マジンガーZ（1972年 - 1974年 / フジテレビ）
- 電撃!! ストラダ5（1974年 / NET）
- 魔女っ子メグちゃん（1974年 - 1975年 / NET）
- 事件狩り（1974年 / TBS）
- 白い牙（1974年 / 日本テレビ）
- 夜明けの刑事（1974年 - 1977年 / TBS）
- 一休さん（1975年 - 1982年 / NET→テレビ朝日）
- TOKYO DETECTIVE 二人の事件簿（1975年 / 朝日放送）
- 鋼鉄ジーグ（1975年 - 1976年 / NET）
- 隠し目付参上（1976年 / 毎日放送）
- マグネロボ ガ・キーン（1976年 - 1977年 / NET→テレビ朝日）
- 新・二人の事件簿　暁に駆ける（1976 - 1977年　/ 朝日放送）
- 超人戦隊バラタック（1977年 - 1978年 / テレビ朝日）
- ルパン三世 (TV第2シリーズ)（1977年 - 1980年 / 日本テレビ）
- 恐竜大戦争アイゼンボーグ（1977年 - 1978年 / 東京12チャンネル）
- スターウルフ（1978年 / よみうりテレビ）
- 恐竜戦隊コセイドン（1978年 - 1979年 / 東京12チャンネル）
- 大空港（1978年 - 1980年 / フジテレビ）
- 銀河鉄道999（1978年 - 1981年 / フジテレビ）
- 翔べ! 必殺うらごろし（1978年 - 1979年 / 朝日放送）
- 必殺仕事人（1979年 - 1981年 / 朝日放送）

1980年代
- ウルトラマン80（1980年 - 1981年 / TBS）
- 伝説巨神イデオン（1980年 - 1981年 / 東京12チャンネル）
- ザ・ハングマンシリーズ（1980年 - 1981年 / 朝日放送）
- 新竹取物語 1000年女王（1981年 - 1982年 / フジテレビ）
- わが青春のアルカディア 無限軌道SSX（1982年 - 1983年 / TBS）
- ベムベムハンターこてんぐテン丸（1983年 / フジテレビ）
- 西部警察 PART-III（1983年 - 1984年 / テレビ朝日）
- スーパーポリス（1985年 / TBS）
- 火曜サスペンス劇場 / 鉄の串（笹沢左保原作）（1986年 / NTV）

### 映画
- ゴジラ対メカゴジラ [1][注釈 3]
- さよなら銀河鉄道999 アンドロメダ終着駅
- 首都消失 [注釈 4]

## 書籍

### 集英社
コバルト文庫
- 星子シリーズ

※ハートは♥、スペードは♠、ダイヤは♦、クローバーとクラブは♣と表記。またJ・Q・K・A・Jkはジャック・クイーン・キング・エース・ジョーカーと読む。
- 星子ひとり旅

1. 殺人切符はハート色
2. 死神の時刻表はスペード色
3. 恋の危険信号はダイヤ色
4. 京都迷路地図はクローバー色
5. 殺人占いはJの罠
6. 魔女特急はQの罠
7. 夢ハネムーンはKの罠
8. ヴァージン・ロードはAの罠
9. ハッピーエンドはJkの罠
10. ワンペアは殺しの花言葉
11. ツーペアは魔少女の呪い
12. スリーカードは愛の殺人案内
13. 殺人ゲームはポーカーで
14. フォーカードは悪魔の招待状
15・16. フルハウスは殺しの予言者 上下巻
17. フラッシュは恋の殺人迷路
18. ハートストレートは天使のささやき
19. ダイヤストレートは京都恋殺人
20. スペードストレートは死美人の恋
21. クラブストレートは涙の花嫁人形
22. ハネムーン探偵は7(セブン)カードで
星子ひとり旅・イラスト・スペシャル1 星子♥宙太恋紀行
23. トランプ刑事の恋はハート色
24. 幻の恋人はスペードの殺人者
25. 恋祭りはダイヤの悪魔
星子ひとり旅・イラスト・スペシャル2  星子♥宙太恋の時刻表
26. 感傷旅行(センチメンタルジャーニー)はクラブの誘惑
27. 運命ゲームはハートのJ
28. 謎の黄金姫はハートのQ
29. ジョーカーは謎の旅案内人 星子 五つの恋の物語
30. シンデレラ特急でハート殺人
31. 小町恋伝説でダイヤ殺人
32. エンゲージリングでスペード殺人
33. 盗まれた結婚式でクローバー殺人
34・35. 虹の花嫁はハートのエース 上下巻
- 星子&宙太ふたり旅

1. I LOVE YOUはハート色
2. KISS ME KISSはスペード色
3・4. SEXY HONEYMOONはダイヤ色 上下巻
5. Mr.LADYの恋はクラブ色
6. 愛のメモリーはJの奇跡
7. 幻の銀河鉄道はスペードの奇跡
8. めぐり逢いはAの奇跡
- 星子とらぶるファミリー

1. 恋のハート探偵はSOS
2. ハート特急はジョーカーの微笑み
3. ハート世紀末伝説はJの秘密
4. ハート甘い悪魔にQのKISS

- 星子シリーズ

1. 恋殺人はハート迷宮
2. 夢少女はスペード迷宮
3. 赤い誘惑はクローバー迷宮

- わが青春のアルカディア 無限軌道SSX 全2巻（原作：松本零士）

- 幻の黄金超特急シリーズ

1. 25時に消えた列車
2. 愛と炎のゾーン・トレイン
3. 銀河本線ルート1

- ダイヤモンドに虹のキス!
- ハネムーン特急で真珠の恋
- 魔女っ子天使
- 修学旅行は京都殺人ガイド ハイスクール旅刑事(デカ)
- ようこそ男子寮へ おれたちは天使じゃない

- 幸子シリーズ

1. 金曜日の魔女はカトレア座
2. 土曜日はバラ座のシンデレラ
3. 日曜日の死神は百合座

- 大江戸ロマネスク

1. 恋姫たちは振り向かない
2. 恋姫たちは眠れない
3. 恋姫たちは涙をみせない

- 恋猫シリーズ 猫探偵は恋が好き
- 新・恋猫シリーズ マジカル・キャットは真夜中に鳴く
- 炎のレギオン 銀河の翼
- 血のアルカディア

コバルト文庫ピンキー
- 片想いだってかまわない あたしはラブネコ

スーパーファンタジー文庫
- 大霊獣 全2巻
- 鎌倉幽霊殺人占い KISS泥棒を追いかけろ

集英社文庫
- 幻の天都殺人事件
- 旅刑事(デカ)シリーズ

1. 旅刑事
2. 火の道連続殺人
3. 恋の片道切符
4. 阿蘇SL殺人行
5. 殺しのラブソング
6. 死のハネムーン
7. 見知らぬ乗客

- 殺人旅行シリーズ

1. 卒業旅行
2. 同窓会殺人旅行
3. 見合いゲーム殺人旅行

- 霊感ザルと殺人列車 新･旅刑事

### 朝日ソノラマ
ソノラマ文庫
- さよなら銀河鉄道999 -アンドロメダ終着駅- 全2巻（原作：松本零士）

### 角川書店
角川文庫
- 探偵ギャンブラー

1. 乙女座の逃亡者
2. さそり座の殺人者

角川スニーカー文庫
- 恋少女占い探偵団

1. 赤いローソクは死を招く
2. 黒猫はドラキュラの恋人

### 小学館
パレット文庫
- 吸血鬼妖変

1. スキャンダル・レディス
2. セクシー・レディス

- かけおち探偵シリーズ

1. あぶない恋旅は京都で
2. 甘い誘拐はヨコハマで

- 小町姫まいる!!

### 徳間書店
徳間文庫
- シナリオ版 首都消失 (原作：小松左京、共著者：舛田利雄）
- 恋殺人はロードショウで
- 恋人よ我に帰れ 南青山なみだ坂分署
- オカルト探偵まり子

1. 恋の霊感(チャネリング)殺人
2. 恋の幽霊特急

- 精神科医みどりの人生相談ミステリー

### 勁文社
ケイブンシャノベルス
- カクテル刑事シリーズ

1. マティーニは死の香り
2. 麗しのマルガリータ
3. 貴婦人、神戸に死す

- 魔界甲子園 全2巻
- 殺人恋歌

1. 京都殺人恋歌
2. 天城湯ヶ島殺人恋歌

- 魔教師
- 戦艦大和殺人事件

### 光文社
カッパノベルス（のち光文社文庫）
- ひとり魔殺人事件
- 特捜ハイウェイ刑事
  - 東名高速殺人事件 〜特捜ハイウェイ刑事PART2〜
- 殺人特急300秒の罠

光文社文庫
- スチュワーデス探偵物語

1. スチュワーデスは探偵がお好き
2. スチュワーデスは殺人占いがお好き
3. スチュワーデスは摩天楼がお好き
4. フラメンコは殺意のステップ
5. スチュワーデスは恋祭りがお好き
6. スチュワーデスは熱い夜がお好き

- 性犯罪捜査官・悦子
  - 襲われた六人 〜性犯罪捜査官・悦子2〜
  - 魔少女殺人事件 〜性犯罪捜査官・悦子3〜
- 殺人者に内定を

### 日本文芸社
日文文庫
- エリート警視と熱血刑事（警視庁広域捜査課）

1. 北斗星殺人事件
2. 雪中花殺人事件
3. 宵待草殺人事件
4. 白鳥湖殺人事件
5. 流し雛殺人事件

### その他の出版社
- 花嫁衣装は死のサイン 六本木ニュースキャスターは迷探偵（天山出版天山文庫）
  - 【改題】花嫁衣装は死のサイン 悦子のキャスター物語（コスミック出版コスモノベルス）
- 長崎の女殺人事件 終着駅シリーズ（双葉社双葉ノベルズ のち双葉文庫）

### 作詞
- エース・アンド・ナイン（『ジャンボーグA』挿入歌、歌：サークルバレーズ）(共作：だんとよあき）

## メディア化

### 劇場アニメ
「殺人切符は♥色」
シリーズ一作目を劇場アニメ化。1990年2月3日公開。
| キャスト - 松岡ミユキ - 流星子 - 関俊彦 - 美空宙太 - 土井美加 - 十津川美沙子 - 島田敏 - 高野京一郎 - 仁内建之 - 片岡 - 沼波輝枝 - お菊さん - 増岡弘 - 美沙子の父親 - 広瀬正志 - 刑事 - 高乃麗 - おばさん - 沢木郁也 - ゴンベエ - 小野健一 - ウェイター | スタッフ - 監督：杉山卓 - 脚本：宮崎晃 - 原作：山浦弘靖 - 作画監督：小林智子・松本昌代 - 音楽：影山勇 - 主題歌：「Magician 〜In The Midnight〜」（作詞: 三浦徳子、作曲: Julia、編曲: Bobby Watson、歌：太田貴子） - 製作：日本映像 - 配給：日映エージェンシー |

### 漫画
作画：浦川佳弥（マーガレットコミックス）
1. 殺人切符はハート色
2. 京都迷路地図はクローバー色 全2巻